# Coelichneumon subviolaceiventris
Coelichneumon subviolaceiventris là một loài tò vò trong họ Ichneumonidae.